# Jonesboro (Illinois)
Jonesboro és una població dels Estats Units a l'estat d'Illinois. Segons el cens del 2000 tenia 1.853 habitants.

## Demografia
Segons el cens del 2000, Jonesboro tenia 1.853 habitants, 740 habitatges, i 489 famílies. La densitat de població era de 374,6 habitants/km².
Dels 740 habitatges en un 31,5% hi vivien nens de menys de 18 anys, en un 51,2% hi vivien parelles casades, en un 11,6% dones solteres, i en un 33,9% no eren unitats familiars. En el 30,8% dels habitatges hi vivien persones soles el 17,6% de les quals corresponia a persones de 65 anys o més que vivien soles. El nombre mitjà de persones vivint en cada habitatge era de 2,35 i el nombre mitjà de persones que vivien en cada família era de 2,95.
Per edats la població es repartia de la següent manera: un 24,1% tenia menys de 18 anys, un 8% entre 18 i 24, un 25,6% entre 25 i 44, un 23,3% de 45 a 60 i un 19% 65 anys o més.
L'edat mediana era de 40 anys. Per cada 100 dones de 18 o més anys hi havia 83,2 homes.
La renda mediana per habitatge era de 30.441 $ i la renda mediana per família de 40.066 $. Els homes tenien una renda mediana de 31.691 $ mentre que les dones 24.464 $. La renda per capita de la població era de 15.372 $. Aproximadament el 12,5% de les famílies i el 17,1% de la població estaven per davall del llindar de pobresa.

## Poblacions properes
El següent diagrama mostra les poblacions més properes.